# Cimetière Sainte-Brigitte de Grasse
Le cimetière Sainte-Brigitte est un des neuf cimetières de la ville de Grasse dans les Alpes-Maritimes. Il se trouve dans le quartier Saint-Jacques au sud-est de la « ville aux parfums ». Il donne avenue de la Libération.

## Histoire et description
Le cimetière est sur une hauteur. Son allée principale est bordée de palmiers, ce qui lui donne un allure romantique ; mais il est peu végétalisé. Il existe encore des tombes anciennes avec quelques statues funéraires. Le cimetière est connu pour abriter la tombe de l'ancien ministre Charles Pasqua. Le cimetière est partagé entre une partie ancienne et une partie nouvelle. Il dispose d'un carré militaire auquel on accède par un porche en arc.

## Personnalités inhumées
- Claude-Marie Courmes (1770-1865), maire de Grasse de 1830 à 1835
- Charles Nègre (1820-1880), peintre et photographe
- Andrée Karpelès (1885-1956), peintre et illustratrice, avec son mari l'éditeur Carl Adalrik Högman (1874-1958)
- Suzy Carrier (née Suzanne Knabel, 1922-1999), actrice
- Charles Pasqua (1927-2015), député, sénateur, ministre de l'Intérieur
- Robert Nyel (né Niel, 1930-2016), parolier
- Yves Bertrand (1944-2013), directeur des renseignements généraux